# Glenea illuminata
Glenea illuminata là một loài bọ cánh cứng trong họ Cerambycidae.